# Robert Schober
Robert Schober (* 1971 in Neuendettelsau) ist ein deutscher Elektroingenieur für Nachrichtentechnik mit Schwerpunkt Mobilfunk.
Schober studierte Elektrotechnik an der Friedrich-Alexander-Universität Erlangen-Nürnberg, an der er 2000 bei Johannes Huber mit der Dissertation Noncoherent Detection and Equalization for MDPSK and MDAPSK Signals summa cum laude promoviert wurde. Im Studium war er 1996/97 am University College London und hatte ein Stipendium der Studienstiftung des Deutschen Volkes. Als Post-Doktorand war er an der Universität Toronto. 2002 wurde er Assistant Professor an der University of British Columbia, an der er 2008 eine volle Professur erhielt. 2011 erhielt er eine Humboldt-Professur an der Universität Erlangen-Nürnberg.
Er befasst sich mit Kommunikationstheorie, drahtloser Kommunikation und statistischer Signalverarbeitung. Im Jahre 2002 erhielt er den Heinz-Maier-Leibnitz-Preis für Entwicklungen auf dem Gebiet inkohärenter digitaler Übertragung und Entzerrungsverfahren für Kanäle. 2004 bekam er den Vodafone Innovationspreis zusammen mit Johannes Huber, Raimund Meyer und Wolfgang Gerstacker von der Universität Erlangen-Nürnberg. Sie hatten eine Software entwickelt, die die Störgeräusche in Mobilfunknetzen stark reduziert und die Netzkapazität bis zu 80 Prozent steigert. Das Verfahren (englisch Single Antenna Interference Cancellation, SAIC), das Interferenzen in Bereichen mit sich überschneidenden Funkzellen begegnet, ließen sie patentieren. Im Jahre 2007 wurde ihm der Friedrich Wilhelm Bessel-Forschungspreis verliehen.
Schober ist Fellow des IEEE und der Canadian Academy of Engineering, seit 2021 Mitglied der Deutschen Akademie der Technikwissenschaften (acatech) und im Jahr 2025 wurde er als Mitglied der Sektion Informationswissenschaften in die Nationale Akademie der Wissenschaften Leopoldina aufgenommen. Ebenfalls 2025 wurde er Mitglied der Academia Europaea.

## Schriften (Auswahl)
- mit J. Mietzner u. a.: Multiple-antenna techniques for wireless communications-a comprehensive literature survey, IEEE communications surveys & tutorials, Band 11, 2009
- mit A. H. Mohsenian-Rad u. a.: Autonomous demand-side management based on game-theoretic energy consumption scheduling for the future smart grid, IEEE Transactions on Smart Grid, Band 1, 2010, S. 320–331
- mit P. Samadi u. a.: Optimal real-time pricing algorithm based on utility maximization for smart grid, First IEEE International Conference on Smart Grid Communications (SmartGridComm), 2010
- mit A. H. Mohsenian-Rad u. a.: Optimal and autonomous incentive-based energy consumption scheduling algorithm for smart grid, Innovative Smart Grid Technologies (ISGT), 2010, S. 1–6
- mit Shlomi Arnon, John Barry, George Karagiannidis, Murat Uysal: Advanced optical wireless communication systems, Cambridge UP 2012
- Herausgeber mit Vincent W.S. Wong, Derrick Wing Kwan Ng, Li-Chun Wang: Key Technologies for 5G wireless systems, Cambridge UP 2017